# Ministère de la Défense (Australie)
Pour les articles homonymes, voir Ministère de la Défense.

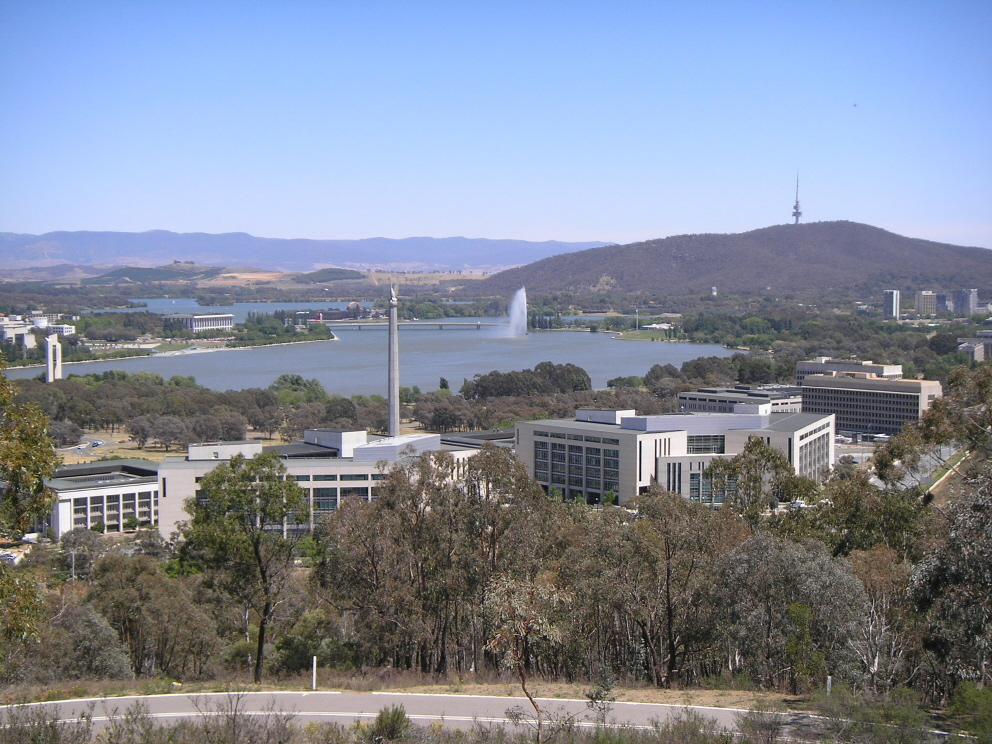
Le siège du Department of Defence à Canberra, dans les bâtiments des Russel Offices.

Le ministère de la Défense (Department of Defence) est un ministère du gouvernement fédéral de l'Australie. Il fait partie de l'Australian Defence Organisation avec la Force de défense australienne qui a pour mission de défendre l'Australie et ses intérêts nationaux. Il est responsable devant le Parlement fédéral, représentant du peuple australien, de la manière dont il assure la politique de défense du gouvernement.

## Organisation du département
- Le département de la Défense est divisé en 11 grands secteurs :
  - Groupe de développement des moyens
  - Direction financière
  - Direction des Renseignements
  - Service du Matériel
  - Services de Recherche et de Technologie
  - Groupe d'appui à la défense
  - Renseignements, sécurité et politique internationale
  - Service de Coordination des armées
  - Population et stratégies de la politique
  - Stratégie, coordination et gouvernance
  - Vice-chef du ministère de la Défense

- L’Australian Defence Force se compose de :
  - la Royal Australian Navy
  - l'Australian Army
  - la Royal Australian Air Force

qui sont respectivement la marine, l'armée de terre et l'armée de l'air australienne